# Centrum Edukacji i Inicjatyw Kulturalnych
Centrum Edukacji i Inicjatyw Kulturalnych w Olsztynie (CEiIK) – instytucja kultury województwa warmińsko-mazurskiego.
W obecnej formie CEiIK istnieje od 2002 r.. Siedziba centrum znajduje się w Olsztynie przy ulicy Parkowej 1.

## Cele podstawowe
Podstawowym celem powołania i funkcjonowania CEiIK jest rozwój kultury wśród społeczności województwa. Zadaniami priorytetowymi są:
- integrowanie społeczności lokalnych i środowisk kulturotwórczych regionu,
- tworzenie i ochrona regionalnej indywidualności kulturalnej,
- diagnozowanie społecznej aktywności kulturalnej.

## Wybrane zadania szczegółowe

### Leksykon Kultury Warmii i Mazur
CEiIK jest pomysłodawcą, realizatorem oraz administratorem Leksykonu Kultury Warmii i Mazur, największej w Polsce regionalnej encyklopedii kultury. Do końca 2011 roku w Leksykonie znalazło się 5000 haseł opisujących kulturę tego regionu, artystów, animatorów, instytucje, stowarzyszenia, dzieła i wydarzenia kulturalne.

### Strategia Rozwoju Społeczno-Gospodarczego Województwa Warmińsko-Mazurskiego
CEiIK prowadzi monitoring oraz prace nad ewaluacją Strategii Rozwoju Społeczno-Gospodarczego w obszarze: Dziedzictwo i Kultura. W ramach prowadzonego monitoringu obejmuje 109 instytucji kulturalnych zlokalizowanych na Warmii i Mazurach.

### Ośrodek Programu"Młodzież w działaniu"
CEiIK jest Ośrodkiem Regionalnym Narodowej Agencji Programu "Młodzież w działaniu" w województwie. W ramach tego projektu CEiIK zobligowany jest do:
- promowanie programu "Młodzież w działaniu",
- nawiązywanie kontaktów międzynarodowych,
- wymiana doświadczeń,
- dwustronna i wielostronna wymiana grup młodzieży,
- propagowanie wolontariatu,
- rozwój zdolności organizacyjnych i twórczych młodych ludzi,
- edukacja i szkolenia, seminaria, staże, konferencje służące promowaniu współpracy i wymianie doświadczeń.

### Kultura Pogranicza
W 2005 r. w ramach realizowanego przez Fundację Edukacja dla Demokracji Programu Polsko-Amerykańskiej Fundacji Wolności przemiany w Regionie – RITA został sfinansowany Projekt Kultura Pogranicza-Partnerstwo i Współpraca Domów Kultury.
CEiIK gościło grupę 20 animatorów kultury z obwodu królewieckiego. Głównymi celami wizyty było stworzenie transgranicznej sieci współpracy ośrodków kultury, prezentacja działań domów kultury na rzecz lokalnych społeczności, realizacja wspólnych projektów kulturalnych.
Uwieńczeniem wizyty było seminarium nt.: "Zasady i formy działalności domów kultury w obwodzie kaliningradzkim – możliwości i perspektywy współpracy".

### Inne realizowane programy imprezy i inicjatywy kulturalne
- Ogólnopolskie Spotkania Zamkowe „Śpiewajmy Poezję”,
- Dyskusyjny Klub Filmowy „ZA”,
- Edukacja Filmowa – COGITO i PRO ARTE
- Program "ARCHIPELAG"
- Program PRACOWNIE SZTUKI SPOŁECZNIE STOSOWANEJ
- Projekty TAPE, OGNIWO
- Gildia (2001 – 2003). Akademia Środowisk Młodzieżowych,
- Stay or get away – Zostań albo odejdź,
- Tu i Teraz,
- Ekodzielep (ekologia + dzieci + lepienie w glinie),
- Baby,
- Inna szkoła teatralna,
- Szkoła Aktywności Społecznej,
- Wojewódzki Przegląd Plastyki Dzieci i Młodzieży Niepełnosprawnej,
- Festyn Integracyjny Osób Niepełnosprawnych „Jesteśmy Razem”,
- Latająca świetlica, Praga-Warmia,
- Dom Tańca,
- Warsztat Animatora Kultury – warsztaty artystyczne,
- Sztuka jako katalizator społecznego włączania i uczenia się w kontekście międzykulturowym,
- Teatr Węgajty – prezentacje (do 2011)
- Schola Teatru Węgajty – prezentacje (do 2011)
- Współrealizacja zadań artystycznych i społecznych,
- Wizyty studyjne,
- organizacja wystaw i galerii
- koncerty i wieczory autorskie w ramach cyklu CEiIK Koncertowo.

## Podmioty współpracujące
Centrum współpracuje z: domami i ośrodkami kultury, stowarzyszeniami społeczno-kulturalnymi, samorządami lokalnymi, uczelniami wyższymi, domami pomocy społecznej oraz animatorami kultury.

## Kalendarium
- 1950 – decyzja Prezydium Miejskiej Rady Narodowej o przekazaniu budynku Domu Młodzieżowego mieszczącego się na Jakubowie Okręgowej Radzie Związków Zawodowych, celem zorganizowania w nim Wojewódzkiego Domu Kultury Związków Zawodowych,
- 1 października 1951 – rozpoczęcie działalności Wojewódzkiego Domu Kultury i Oświaty Związków Zawodowych,
- 1957 – przekształcenie w Wojewódzki Dom Kultury,
- 1992 – przekształcenie w Regionalny Ośrodek Kultury,
- 2002 – przekształcenie w obecne Centrum Edukacji i Inicjatyw Kulturalnych,

## Struktura Organizacyjna
Od 1 stycznia 2012 roku w skład Centrum Edukacji i Inicjatyw Kulturalnych wchodzą następujące komórki organizacyjne:
1. Ośrodek Animacji Kultury Czynnej
2. Dział Organizacji Imprez i Promocji
3. Dział Administracyjny
4. Księgowość i Kadry
5. Samodzielne stanowiska: Instruktor ds. projektów, Instruktor ds. Leksykonu Kultury Warmii i Mazur oraz archiwum